# Phil Sayer
Phil Sayer, geboren als Philip Clift (Norwich, 18 mei 1953 – 14 april 2016) was een Brits stemacteur. Hij was bekend als de man achter "Mind the gap" uit de Londense metro.

## Biografie
Sayer was nieuwslezer voor de BBC voor het gebied North West England.
Hij verleende zijn stem voor vele aankondigingen op het openbaar vervoer en station waaronder ook voor de Londens metro.
Sayer was twee keer getrouwd en had twee kinderen uit het eerste en twee uit het tweede huwelijk.
Hij overleed aan slokdarmkanker.